# John Wesley Work III
John Wesley Work III (* 15. Juli 1901 in Tullahoma, Tennessee, USA; † 17. Mai 1967 in Nashville, Tennessee, USA) war ein US-amerikanischer Komponist, Pädagoge, Chorleiter, Musikwissenschaftler und Experte der afroamerikanischen Folklore und Musik.

## Biografie
John Wesley Work III wurde am 15. Juli 1901 in Tullahoma, Tennessee, in einer Musikerfamilie geboren. Sein Großvater, John Wesley Work, war Kirchenchorleiter in Nashville, wo er Musik für Chöre schrieb und arrangierte. Sein Vater, John Wesley Work Junior (1871–1925), war Sänger, Sammler von Folksongs und Professor für Musik, Latein und Geschichte an der Fisk University, und seine Mutter, Agnes Haynes Work, war eine Sängerin, die für die Fisk Jubilee Singers tätig war. Sein Onkel, Frederick Jerome Work, sammelte und arrangierte ebenfalls Folksongs, und sein Bruder Julian wurde ein professioneller Musiker und Komponist.
Work studierte an der Fisk University, wo er 1923 einen Bachelor-Grad erwarb. Nach seinem Abschluss besuchte er das Institute of Musical Art in New York City (heute Juilliard School of Music). Er kehrte nach Fisk zurück und begann dort 1927 zu unterrichten. 1930 erwarb er mit seiner Arbeit „American Negro Songs and Spirituals; A Comprehensive Collection of 230 Folk Songs, Religious and Secular“ (veröffentlicht 1940) einen Master-Grad von der Columbia University. 1931 bis 1933 erhielt er zwei Stipendien der Julius-Rosenwald-Stiftung und 1933 einen Bachelor of Music an der Yale University.
1941 und 1942 dokumentierte Work mit zwei Fisk-Kollegen, Charles S. Johnson und Lewis Jones, in Zusammenarbeit mit dem Archive of American Folk Song der Library of Congress die afroamerikanische Kultur und Musik des Mississippi-Delta. Im Rahmen dieses Projekts wurde der damals noch weitgehend unbekannte Muddy Waters erstmals aufgenommen.
Work verbrachte den Rest seiner Karriere an der Fisk University, bis er 1966 in den Ruhestand ging. Er war in verschiedenen Positionen tätig, insbesondere als Lehrer, Vorsitzender der Musikabteilung der Fisk University und Direktor der Fisk Jubilee Singers von 1947 bis 1956. Er veröffentlichte über einen Zeitraum von mehr als dreißig Jahren Artikel in Fachzeitschriften und Büchern. Seine bekanntesten Artikel waren Plantation Meistersingers in The Musical Quarterly (Januar 1940) und Changing Patterns in Negro Folksongs im Journal of American Folklore (Oktober 1940).
Mit dem Komponieren begann Work bereits während seiner Schulzeit und setzte dies im Laufe seiner Karriere fort, wobei er über hundert Kompositionen in verschiedenen musikalischen Formen fertigstellte, für großes Orchester, Klavier, Kammerensemble, Violine und Orgel. Der Großteil seines Schaffens war jedoch für Chor- und Sologesang. Für seine Kantate The Singers erhielt er 1946 den ersten Preis im Wettbewerb der Federation of American Composers und 1947 erhielt er eine Auszeichnung der National Association of Negro Musicians. 1963 wurde ihm die Ehrendoktorwürde der Fisk University verliehen.
John Wesley Work starb am 17. Mai 1967 in Nashville.

## Auszeichnungen
- 1963: Ehrendoktor der Fisk University
- 2007 (40 Jahre nach seinem Tod): Grammy Award für das Album John Work III: Recording Black Culture
- 2011: postume Aufnahme in die Blues Hall of Fame